# Boca (Italia)
Boca (Bòca in piemontese) è un comune italiano di 1 159 abitanti della provincia di Novara in Piemonte. È conosciuto per la produzione dell'omonimo vino DOC e per il santuario del Santissimo Crocifisso, progettato dall'architetto Alessandro Antonelli. L'area collinare a nord-ovest del paese dal 1987 fa parte del Parco naturale del Monte Fenera.

## Storia

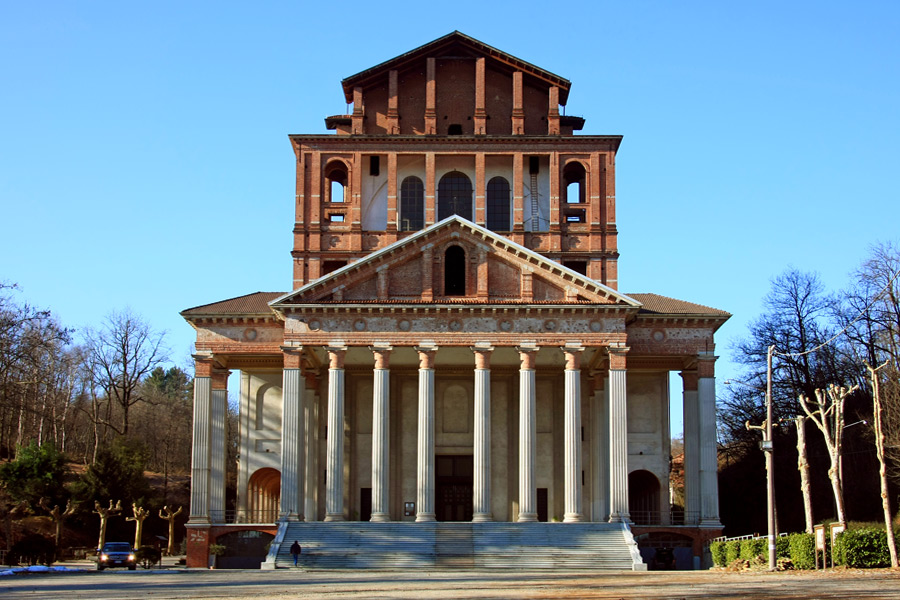
Santuario del Santissimo Crocifisso

I primi abitanti della zona furono i Liguri. Ad essi subentrarono, nel V secolo a.C., i Celti, quindi le legioni romane che sterminarono i Cimbri che erano calati nelle valli alpine. La decadenza dell'Impero Romano d'Occidente e le invasioni barbariche cancellarono tutti gli sforzi dei colonizzatori romani. Una relativa tranquillità ritornò attorno al 600 d.C. con l'avvento dei Longobardi che, divenuti padroni indiscussi dell'Italia Settentrionale, si proposero di riportare il lavoro nelle campagne rimaste per molto tempo incolte. I territori furono alle dipendenze dei Conti di Biandrate che nel 1217 li cedettero ai Vercellesi, i quali li concessero poi in feudo ai Signori Gozzo, Ottone e Corrado di Biandrate. All'inizio del XVI secolo passò ad Anchise Visconti d'Aragona. Poi per tutto il XVI secolo e oltre la metà del XVII, con diploma del gennaio 1697, passò al marchese Ferdinando Rovida e a questa famiglia rimase per tutto il restante periodo dell'epoca feudale, tanto che sullo stemma adottato dal Comune figurano tre ruote, emblema del casato. Boca subì in seguito la dominazione spagnola ed austriaca, per poi passare alla casa Savoia, salvo per la breve parentesi della conquista napoleonica.

### Simboli
Lo stemma è stato concesso con regio decreto del 22 febbraio 1930. Le ruote sono riprese dall'emblema dei conti Rovida (d'azzurro, a tre ruote d'oro, a quattro raggi, male ordinate).
Il gonfalone è un drappo  partito di giallo e di rosso.

## Monumenti e luoghi d'interesse
A Boca il principale luogo d'interesse è il santuario del Santissimo Crocifisso, progettato dall'architetto Alessandro Antonelli.
Vicino al santuario si trova il Parco naturale del Monte Fenera, che si può visitare liberamente a piedi.
A Boca ci sono altre chiese che fanno tutte parte della parrocchia di San Gaudenzio in Boca:
- Chiesa parrocchiale
- Chiesa della Madonna delle Grazie
- Chiesa di san Rocco
- Chiesa della Madonna della Neve (fraz. Baraggia)

## Società

### Evoluzione demografica
Abitanti censiti

### Lingue e dialetti
- Cumun da Boca ( Pruincia da Nuara ) - dialetto di transizione tra piemontese e  lombardo occidentale

| Bochese      | Bochese   | Bochese    |  |
| ________     | ________  | ________   |  |
| la cumun     | la smana  | una cadrag |  |
| la pruincia  | Lundas    | la cadesü  |  |
| el scingu    | Vandri    | futugrafii |  |
| la scoli     | Sabat     | el tarabüt |  |
| el risturant | Dumenga   | el macare  |  |
| el marcatin  | Mag       |            |  |
| el albu      | Giugn     | la cuçina  |  |
|              | Lui       | el formag  |  |
|              | Satembri  | la uga     |  |
| la campiunà  | Discembri | tartufi    |  |
| la façta     | autun     | la päza    |  |

## Cultura

### Eventi

#### Fiere
- Tra maggio e giugno di ogni anno si svolge la "Mostra del vino Boca D.O.C. e vino locale" (prima edizione nel 1971), con degustazione di vino Boca D.O.C., prodotto nella zona omonima.

#### Giostra delle Botti
Dal 2007 al 2012 si è tenuta la "Giostra delle Botti", una gara tra le quattro Contrade del paese (S. Gaudenzio, S. Grato,  Madonna della neve, S. Rocco). Si correva nel centro storico, su un percorso a forma di otto dove partendo dallo stesso punto ma in direzioni diverse, due per volta, le contrade si fronteggiavano fino ad arrivare sull'arrivo da direzioni opposte. Da qui il nome di Giostra, che ricorda le Giostre delle quintane medievali. Si utilizzavano botti tonneau da 550 litri.
- Edizione 2007 vinta dalla Contrada San Gaudenzio.
- Edizione 2008 (luglio) vinta dalla Contrada San Gaudenzio.
- Edizione 2009 vinta dalla Contrada San Gaudenzio.
- Edizione 2010 vinta dalla Contrada San Grato.
- Edizione 2011 vinta dalla Contrada San Grato.
- Edizione 2012 vinta dalla Contrada Madonna della Neve.

La stessa corsa si è svolta anche a settembre 2008 in occasione della "Festa dell'uva" alla sua 9ª edizione. La päza (lo straccio) è un drappo dipinto e veniva assegnato ai vincitori.

#### Festa dell'uva
Dal 2008 al 2012 è stata ripresa, dopo circa 78 anni di fermo, la "Festa dell'uva di Boca", sfilata di carri a tema vendemmiale. 

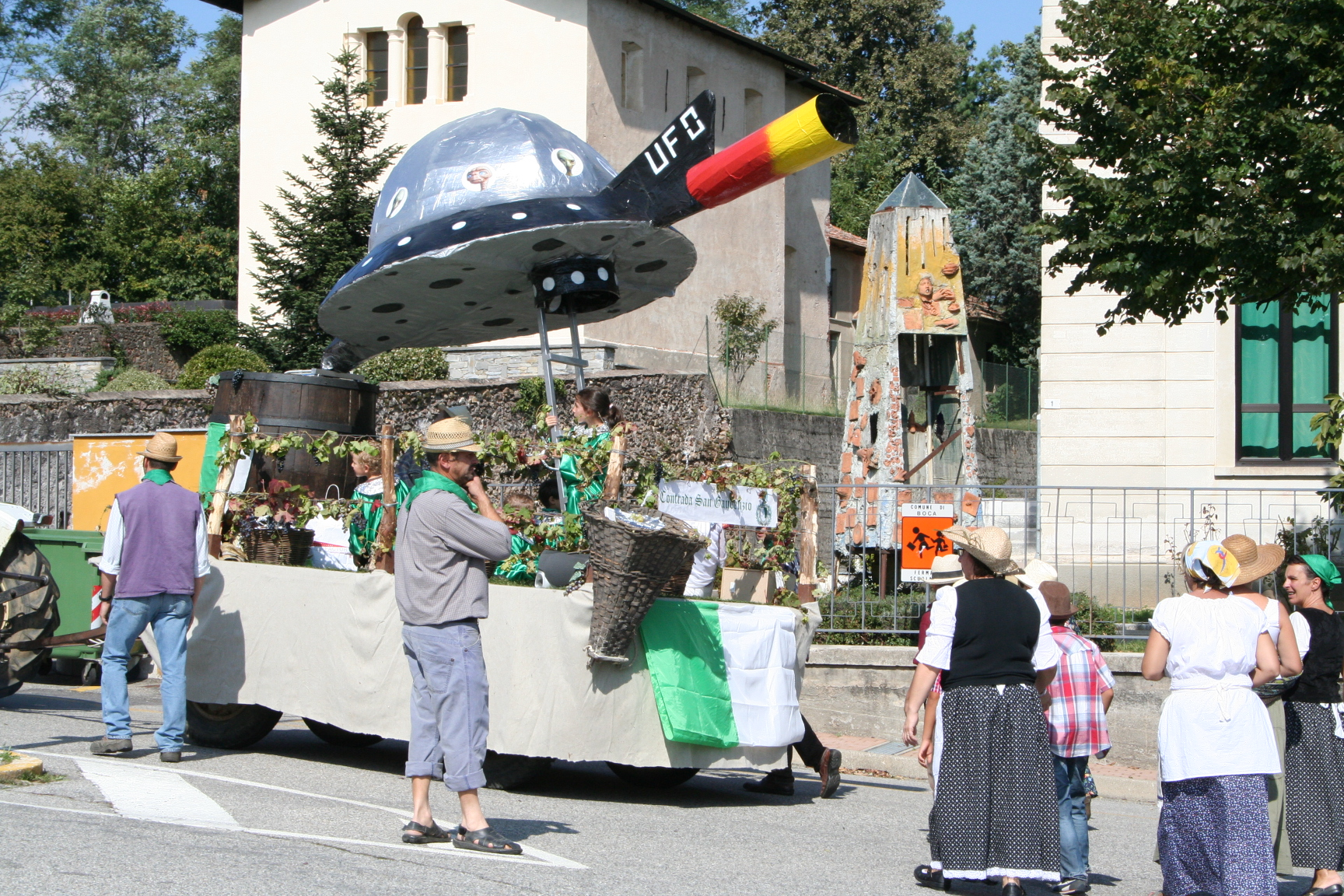
Festa dell'uva 2012
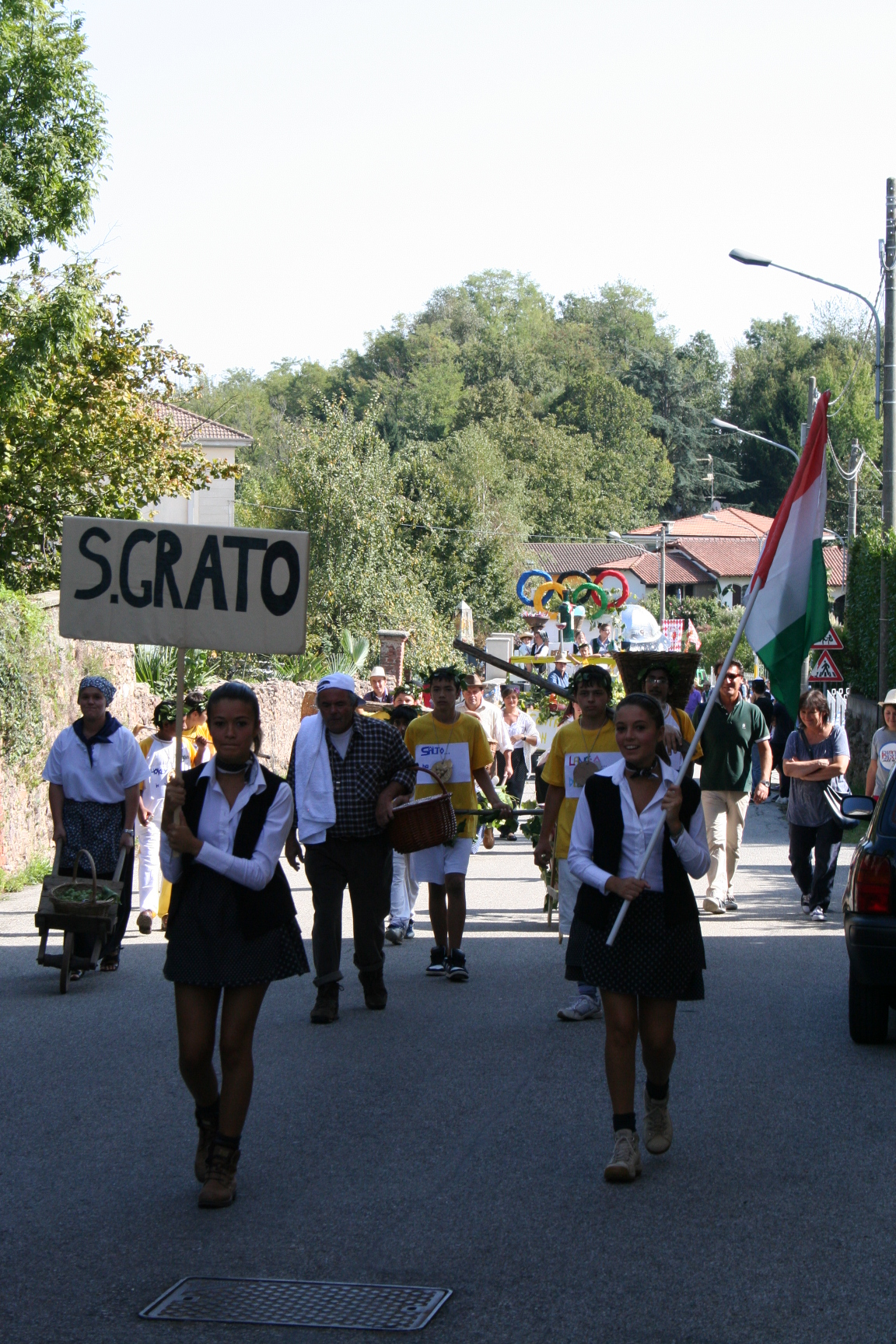
Festa dell'uva 2012
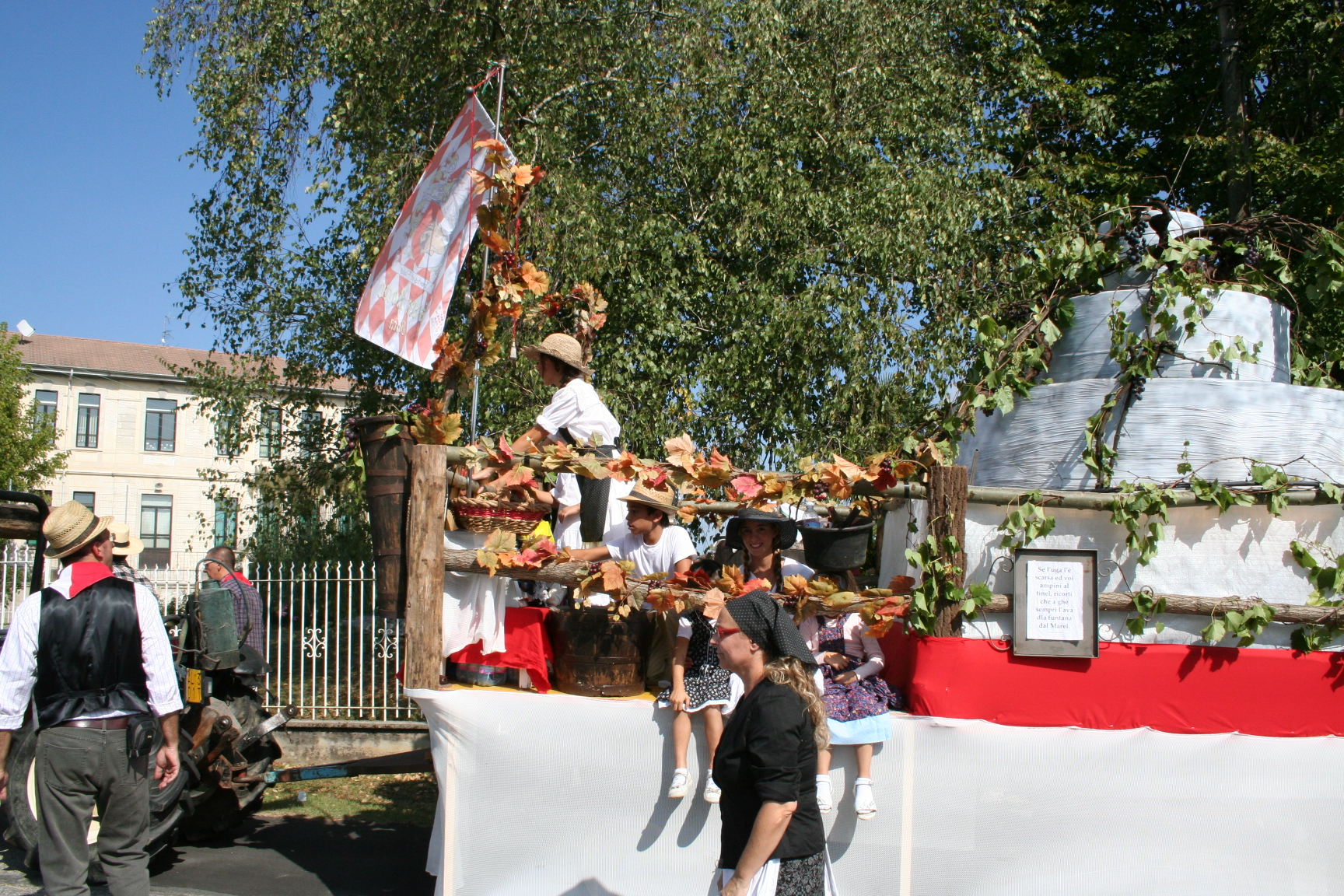
Festa dell'uva 2012 - carro san Rocco

## Amministrazione

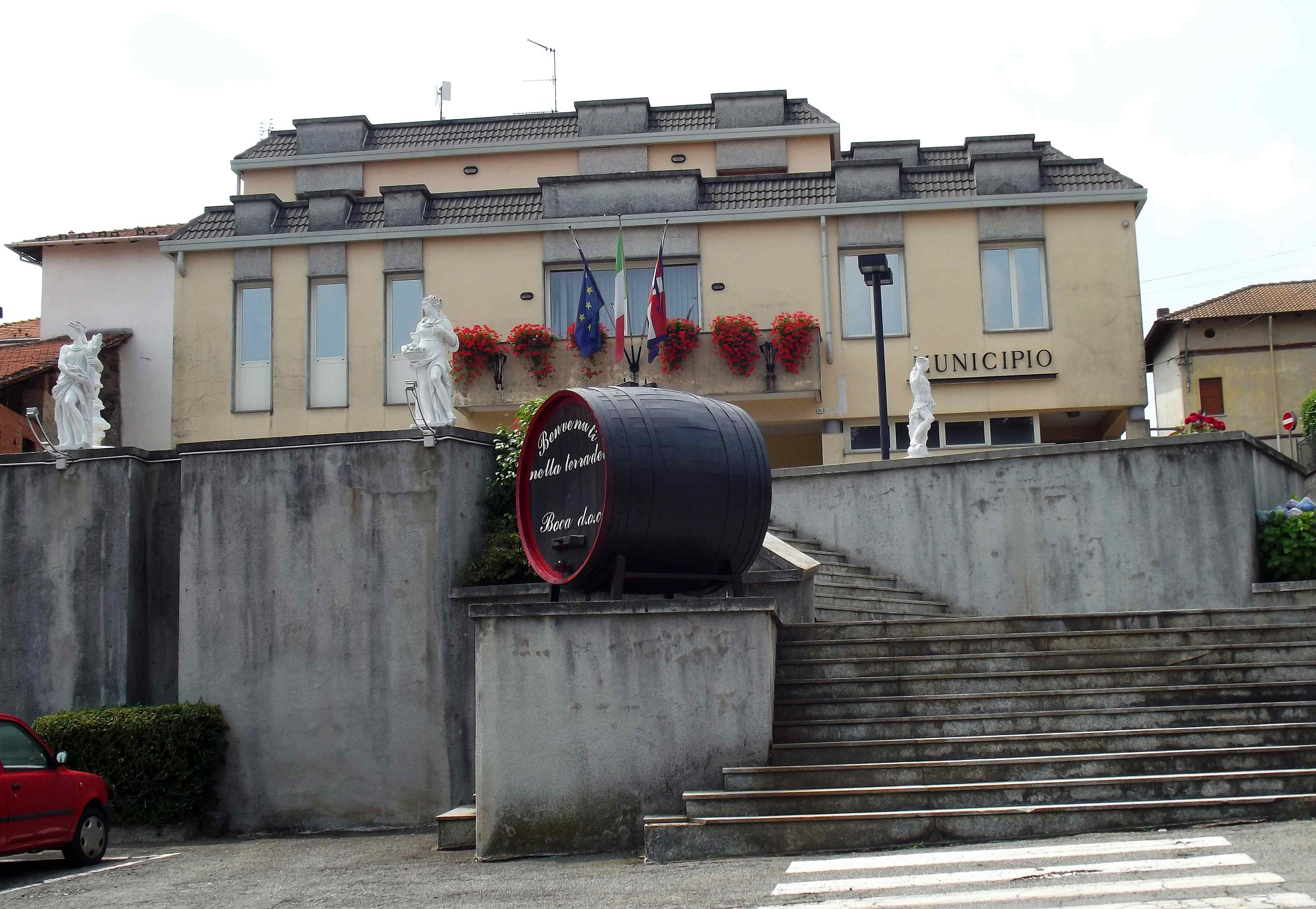
Il municipio

Di seguito è presentata una tabella relativa alle amministrazioni che si sono succedute in questo comune.
| Periodo          | Periodo        | Primo cittadino      | Partito                            | Carica      | Note  |
| ---------------- | -------------- | -------------------- | ---------------------------------- | ----------- | ----- |
| 12 dicembre 1986 | 31 maggio 1990 | Franco Bisetti       | Partito Comunista Italiano         | Sindaco     | [ 6 ] |
| 26 giugno 1990   | 24 aprile 1995 | Franco Barbaglia     | Democrazia Cristiana               | Sindaco     | [ 6 ] |
| 24 aprile 1995   | 14 giugno 1999 | Franco Barbaglia     | centro-destra                      | Sindaco     | [ 6 ] |
| 14 giugno 1999   | 14 giugno 2004 | Franco Barbaglia     | lista civica                       | Sindaco     | [ 6 ] |
| 14 giugno 2004   | 8 giugno 2009  | Mirko Mora           | lista civica                       | Sindaco     | [ 6 ] |
| 8 giugno 2009    | 27 maggio 2014 | Mirko Mora           | lista civica                       | Sindaco     | [ 6 ] |
| 27 maggio 2014   | 1º giugno 2015 | Anna Laurenza        |                                    | Comm. pref. | [ 6 ] |
| 1º giugno 2015   | 31 maggio 2017 | Pierangelo Puricelli | lista civica Nuova Boca            | Sindaco     | [ 6 ] |
| 31 maggio 2017   | 10 giugno 2018 | Gianfranco Basile    |                                    | Comm. pref. | [ 6 ] |
| 10 giugno 2018   | 14 maggio 2023 | Flavio Minoli        | lista civica Progetto Boca         | Sindaco     | [ 6 ] |
| 15 maggio 2023   | in carica      | Andrea Cerri         | lista civica Per una Boca migliore | Sindaco     | [ 6 ] |